# Die grüne Manuela (1923)
Die grüne Manuela – Ein Film aus dem Süden ist ein stummes deutsches Filmdrama, das Ewald André Dupont 1923 nach dem gleichnamigen Roman Die grüne Manuela von Clara Ratzka drehte. Das Drehbuch verfassten Imre Frey und Fritz Podehl. Die Titelrolle spielte die rumänisch-ungarische Schauspielerin Lucie Lábass.

## Handlung
Die Waise Manuela wird in Spanien von Nonnen großgezogen. Ihren Namen bekam sie, weil sie ein grünes Seidentuch umgebunden hatte, als man sie im Kloster abgab.
Zu einer jungen Frau herangewachsen, muss sie ihren Lebensunterhalt als Tänzerin in einem Nachtlokal verdienen, bis sie es dort nicht mehr aushält und flieht. Sie findet Unterkunft in der Kneipe „Hohler Zahn“ der Schmugglerfamilie Llorrente. Der eine Sohn, Carlos Llorrente, und Manuela verlieben sich ineinander. Der andere Sohn, Juan, verliebt sich ebenfalls in Manuela, hat aber keine Chance. Als Carlos und Manuela heiraten wollen, verrät Juan sie an die Behörden. Carlos gelingt die Flucht, und Manuela wird nun von Gendarmerie-Leutnant Graf Henry d Amiron umworben. Als Carlos auftaucht, um Manuela zu sehen, wird er gefangen genommen und zum Tode verurteilt. Juan jedoch, der seinen Verrat bereut, gelingt die Befreiung seines Bruders. Dafür wird nun aber er hingerichtet. Carlos und Manuela entkommen über das Meer.

## Hintergrund
Der Film war eine Produktion der Firma Gloria-Film GmbH Berlin des Produzenten Hanns Lippmann. Die Dreharbeiten begannen bereits im September 1922. Außenaufnahmen entstanden in Budapest. Die Bauten schufen Walter Reimann und Alfred Junge, die Kostüme entwarf Victor Antonescu. Die Kamera führten Werner Brandes und Karl Puth. Wilhelm Dieterle war Regieassistent und hatte eine kleine Rolle als Schmuggler Brito.
Der Zensur lag der Film am 16. Juli 1923 vor und erhielt die Nr. B07444. Die Uraufführung fand am 10. Oktober 1923 im U.T. Kurfürstendamm in Berlin statt.
Der Film, bei dem bewusst auf bekannte Schauspieler verzichtet worden war, kam beim deutschen Publikum nicht gut an und wurde ein Misserfolg.
In der Sowjetunion war „Die grüne Manuela“ ab 1926 zu sehen.
In Dsiga Wertows experimentellem Dokumentarfilm aus dem Jahr 1929 “Der Mann mit der Kamera” (russisch Человек с киноаппаратом) ist gegen Ende des 6. Aktes kurz die Reklame für Зелёная Мануэлла (Selenaja Manuella, Grüne Manuela) zu sehen, die vor dem Lichtspieltheater „Proletarier“ aushängt.

## Filmverleih
Der Film ist erhalten.
Die Kinokooperative Fürth zeigte ihn in ihrem „Ufer-Palast“ im Kulturforum Schlachthof am Sonntag, den 5. Dezember 2004 in einer Matinéevorstellung um 11.30 Uhr mit Klavierbegleitung durch Dr. D. Meyer.